# Cotesia alius
Cotesia alius är en stekelart som först beskrevs av Muesebeck 1958.  Cotesia alius ingår i släktet Cotesia och familjen bracksteklar. Inga underarter finns listade i Catalogue of Life.